# Av. 68 - Av. Suba (estación)
La estación sencilla Av. Suba hará parte del sistema de transporte masivo de Bogotá, TransMilenio, inaugurado en el año 2000.

## Ubicación
La estación está ubicada específicamente sobre la Calle 100 entre Av. Suba y 64.
Atenderá la demanda de los barrios Los Andes, Andes Norte y sus alrededores. En las cercanías se encuentra el centro comercial Iserra 100.

## Origen del nombre
La estación no cuenta aún con un nombre oficial, sin embargo, provisionalmente y durante la etapa de construcción se le asigna un nombre provisional relacionado con la nomenclatura de las vías más cercanas o que servirán de acceso a la misma. Previo a la puesta en funcionamiento de la troncal, se realizó un proceso de selección del nombre con la comunidad para generar apropiación del sistema.

## Historia
En noviembre de 2018 se anunció el convenio de financiación entre el Gobierno Nacional y el Distrito que asegura los recursos para la construcción de las troncales de la avenida Ciudad de Cali y la avenida Congreso Eucarístico. En octubre de 2019 se inició el proceso de licitación para diseñar y construir esta troncal, y finalmente, el 23 de enero de 2020 se adjudicó la construcción de esta troncal. El acta de inicio fue firmada a finales de junio del mismo año.

## Servicios de la estación

### Esquema
| ← Occidente     |               |               |                 |
| Carrera 63      | sin servicios | sin servicios | Transversal 55  |
| En construcción | Vagón 2       | Vagón 1       | En construcción |
| Carrera 63      | sin servicios | sin servicios | Transversal 55  |
| Oriente →       |               |               |                 |

### Servicios urbanos
Así mismo funcionan las siguientes rutas urbanas del SITP en los costados externos a la estación, circulando por los carriles de tráfico mixto sobre la Calle 100, con posibilidad de trasbordo usando la tarjeta TuLlave:
| Código | Sector                      | Dirección       | Rutas                                   |
| ------ | --------------------------- | --------------- | --------------------------------------- |
| 173A03 | D Br. Andes Norte           | AC 100 - KR 63  | D237H705K326 402 442                    |
| 173B03 | D Br. Andes Norte           | AC 100 - KR 62  | H606H610H611H630 661 E44                |
| 173C03 | D Br. Andes Norte           | AC 100 - KR 61  | F404G156H607K305K904 291 634 T62 Z4B Z8 |
| 165A03 | D Estación Suba - Calle 100 | AC 100 - KR 60  | B237B326 Z4B                            |
| 165B03 | D Estación Suba - Calle 100 | AC 100 - KR 60D | A606A611C404 402 442 634 661 T62 Z8     |
| 165C03 | D Estación Suba - Calle 100 | AC 100 - KR 62  | A305A610B904B916 291                    |

## Ubicación geográfica
| Noroeste: Suba       | Norte: C Puente Largo | Nordeste: Suba            |
| Oeste: Suba          |                       | Este: N Carrera 53        |
| Suroeste: N Calle 98 | Sur: Barrios Unidos   | Sureste: C Suba Calle 100 |